# Luis de León
Luis Ponce de Leon (1527 nebo 1528? Belmonte, provincie Cuenca – 23. srpna 1591 Madrigal de las Altas Torres, Provincie Ávila) byl španělský básník, teolog, augustinián, profesor Univerzity v Salamance.

## Život
Narodil se kolem roku 1527 v Belmonte v provincii Cuenca v rodině židovského původu advokáta Lope de León a Inés de Varela. Vystudoval v Salamance teologii, stal se knězem a augustiniánským mnichem, a také profesorem na salamancké universitě. Získal velkou pověst jako biblický exegeta a překladatel, jeho vývody byly někdy kontroverzní a pro svůj překlad Písně písní byl také na pět let uvězněn inkvizicí, později se ale vrátil do učitelské funkce, a stal se velmi slavným pedagogem. Známou se stala věta jeho úvodní přednášky po osvobození z inkvizičního vězení: Dicebamus hesterna die (včera jsme říkali).

## Dílo
Ve vězení napsal svá hlavní teologická díla, zejména O jménech Krista (De los Nombres de Cristo, komentář ke Chvále znamenité ženy z Přísloví 31 Dokonalá žena (La perfecta casada), Výklad Joba (Exposicion de Job), dále vytvářel velmi kvalitní básnické překlady. Jeho básně jsou především náboženské, věnované různým svatým, patří k formálně nejdokonalejším španělským básním, např. Óda na sv. Jakuba, Óda na všechny svaté, Nanebevstoupení, Ukřižovaný Kristus.